# Xi Pegasi
Xi Pegasi (La tinh hóa từ ξ Pegasi, tên viết tắt là ξ Peg) là định danh Bayer cho một hệ sao đôi nằm trong một chòm sao phương bắc tên là Phi Mã. Ngôi sao chính của hệ sao này là một ngôi sao nằm trong dãy chính loại F và cấp sao biểu kiến của nó là 4,2, nghĩa là ta có thể thấy nó bằng mắt thường. Để có thể nhìn thấy nó rõ ràng nhất, ta cần có một vị trí cách xa thành thị (do sự ô nhiễm ánh sáng làm hạn chế tầm nhìn) và điều kiện thời tiết tốt. Nó lớn hơn mặt trời 86%, khối lượng lớn hơn 17% và tỏa ra ánh sáng hay phát ra năng lượng gấp 4,5 lần mặt trời. Dựa trên giá trị thị sai đo được từ tàu vũ trụ Hipparcos, khoảng cách của nó với mặt trời là khoảng xấp xỉ 53,2 năm ánh sáng.
Khi xem xét hồng ngoại của nó thì cho thấy nó có một sự dư thừa, chứng tỏ nó có sự tồn tại của một cái đĩa sao. Nhưng lại không hề có cái đĩa nào được phát hiện. Một thiên thể đồng hành cùng nó có chung chuyển động riêng được định danh là NLTT 54820, một ngôi sao lùn đỏ nằm ở góc phân tách 11,4" dọc theo vị trí góc 96,9 độ. Khoảng cách vật lí của chúng là 192,3 đơn vị thiên văn.